# Barbara Schäfer (Hörspielregisseurin)
Barbara Schäfer ist eine deutsche Hörspielregisseurin.

## Leben
Schäfer begann ihre Hörfunkkarriere 1988 als Regie- und Redaktionsassistentin bei Hörspielen und Features sowie als Autorin für aktuelle Kultur beim Sender Freies Berlin. Von 1993 bis 1996 war sie Hörspieldramaturgin beim Westdeutschen Rundfunk. Beim Bayerischen Rundfunk war sie zehn Jahre Chefdramaturgin der Abteilung Hörspiel und Medienkunst und leitete sieben Jahre lang das BR Nachtstudio. Sie war an der Gründung des EINSLIVE-Sendeplatzes Lauschangriff (heute Soundstories) beteiligt und Mitinitiatorin der Medienkunstfestivals intermedium 1 und 2. 2014 wurde sie Leiterin der Abteilung Hörspiel und Hintergrund Kultur beim Deutschlandfunk. Sie führte Regie bei fast zwanzig Hörspielen, von denen vier als Hörspiel des Monats ausgezeichnet wurden.

## Hörspiele (Auswahl)
Quelle: ARD-Hörspieldatenbank
Autorin:
- 1988: Mit den Co-Autoren Elke Franzmann und Isabel Garcia Gomez: Vom Seminar zum Mikrophon – Studenten machen Hörspiel: Mo – morgens – Kommentar: Götz Naleppa (Original-Hörspiel, Kurzhörspiel – RIAS)
- 1988: Mit den Co-Autoren Joy Markert, Monika Jung, Manfred Mixner, Angelika Maiworm und Frank Werner: 24 Täter hat der Tag. 24 Kurzkrimis – Regie: Angelika Maiworm (Kurzhörspiel, Kriminalhörspiel – SFB)
- 1988: Mit den Co-Autoren Heide Marie Jäger, Matthias Klenke und Thomas Thießen: Wir sind erst am Anfang (auch Sprecherin) – Regie: Heide Marie Jäger (Kurzhörspiel – SFB)
- 2006: Mit mehreren Co-Autoren: jeder ist. so ein lärm. Radio-Hommage an Dieter Roth (Ars acustica – BR)

Regie:
- 1993: Peter Wawerzinek: Nix. Wer nichts ist und nicht kann. Ein Entleerungsvorgang in sieben Mülltonnen (auch Bearbeitung (Wort)) (Hörspielbearbeitung – SFB/DF Kultur)
  - Auszeichnung: Hörspiel des Monats März 1993
- 1994: Serge Clerc und François Gorin: Phil Perfect erzählt: Legenden des Rock 'n Roll 1–3 Drei Akustik-Strips (nur Bearbeitung (Wort)) – Regie: Joachim Sonderhoff, Annette Kurth und Thomas Werner (Originalhörspiel, Kurzhörspiel – WDR)
  - Auszeichnung: Hörspiel des Monats April 1994
- 1997: Alfred Andersch: Der Tod des James Dean (Neumontage aus Texten von John Dos Passos, Robert Lowry, Allen Ginsberg u. a.) (auch Bearbeitung (Wort)) (Hörspielbearbeitung – BR)
  - Auszeichnung: Silbermedaille bei The New York Festivals 1998
- 1997: Allen Ginsberg: Geheul – Howl (Lesung – BR)
- 1998: Jack Kerouac: Unterwegs, sechs Episoden in musikalischer Bearbeitung und Co-Regie von Gary Thomas, Susanne Brokesch, Hans Platzgumer, Studio 1, Martin Gretschmann sowie Patrick Pulsinger und Erdem Tunakan – Regie: Robert Forster und Barbara Schäfer (Hörspielbearbeitung – BR)
- 2000: Kathrin Röggla: Selbstläufer – Realisation: Barbara Schäfer und Robert Lippok (Ars acustica – BR)
- 2000: Raoul Schrott: Die Wüste Lop Nor (Kurz- und Langfassung) – Regie: Bärbel Schäfer und Ulrike Haage (Hörspielbearbeitung – BR)
  - Auszeichnung: Hörspiel des Monats August 2000
- 2001: William S. Burroughs: Last Words (auch Redaktion) – Realisation: Ulrike Haage und Barbara Schäfer (Hörspielbearbeitung – BR)
  - Auszeichnungen: Hörspiel des Monats September 2001 und hr2-Hörbuchbestenliste Februar 2002 (4. Platz)
- 2004: Kathrin Röggla: wir schlafen nicht (Originalhörspiel – BR)
- 2004: Andreas Neumeister: Angela Davis löscht ihre Webseite (Hörspielbearbeitung – BR)
- 2006: Kathrin Röggla: ein anmaßungskatalog für herrn fichte (Originalhörspiel – BR)
- 2011: Thomas Bernhard: Gehen (auch Bearbeitung (Wort)) (Hörspielbearbeitung – RB)
- 2011: Barbi Marković: Ausgehen (auch Bearbeitung (Wort)) (Hörspielbearbeitung – RB/BR)